# Canale dei Buranelli
Il canale Medio o canale dei Buranelli è un ramo del Botteniga, fiume di risorgiva della pianura veneto-friulana.

## Descrizione
Nasce al ponte di Pria, in corrispondenza dell'ingresso in Treviso del Botteniga
Dopo aver costeggiato il parco e il tergo di Palazzo Rinaldi, il canale passa sotto un primo ponte: in questo luogo, come testimoniano diverse fotografie d'epoca, le donne della zona usavano lavare i panni.
Poco distante si trova la casa appartenuta al poeta Giovanni Comisso, ancora più in là una passerella pedonale e il ponte dei Buranelli, nei pressi del quale si trova tuttora un edificio cinquecentesco già dimora e magazzino di commercianti provenienti dall'isola lagunare di Burano: da qui deriva la denominazione più conosciuta del canale. Dopo un breve tratto il canale scompare sotto un basso edificio in laterizio dalle quattro arcate, quasi un ponte coperto, dietro al quale passa via Palestro. Poco più avanti costeggia l'isolato in cui si trova l'antico ristorante Beccherie (il canale è anche detto canale delle Beccherie).
Dopo essere passato sotto via Martiri della Libertà, riappare, con il nome di canale dell'ospedale, tra vicolo San Pancrazio e piazza Santa Maria dei battuti, sulla quale si trova l'ingresso dell'ex ospedale che portava questo nome.
Scorre dunque sotto l'antico nosocomio, ora sede distaccata dell'Università di Padova e dell'Università Ca' Foscari di Venezia, costeggia l'attuale piazza Università per sfociare infine sul Sile, all'altezza del ponte pedonale ispirato all'originario ponte di Santa Margherita così come dipinto nella seconda metà del Settecento da Medoro Coghetto.

## Galleria d'immagini

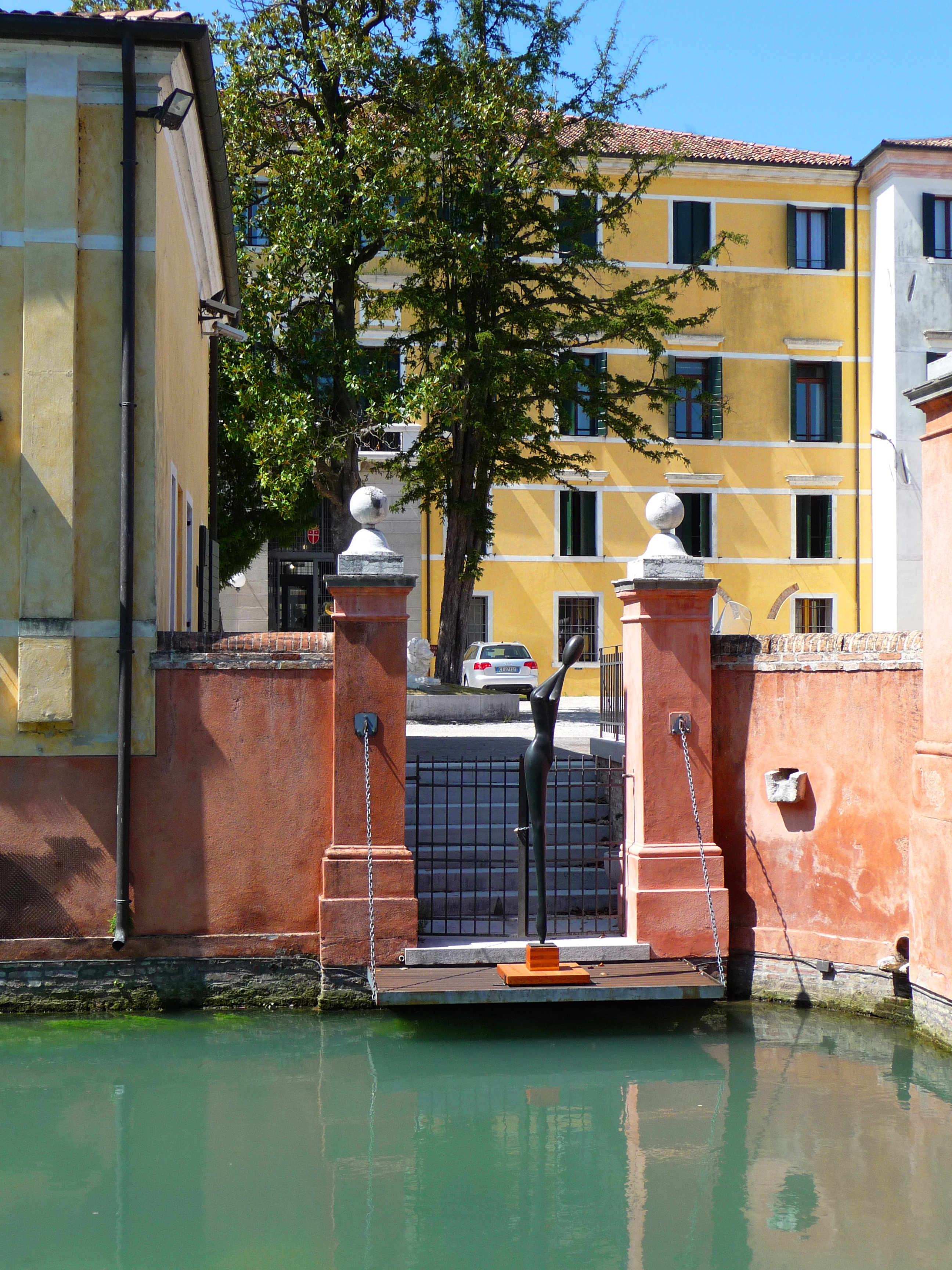
Ca' Sugana
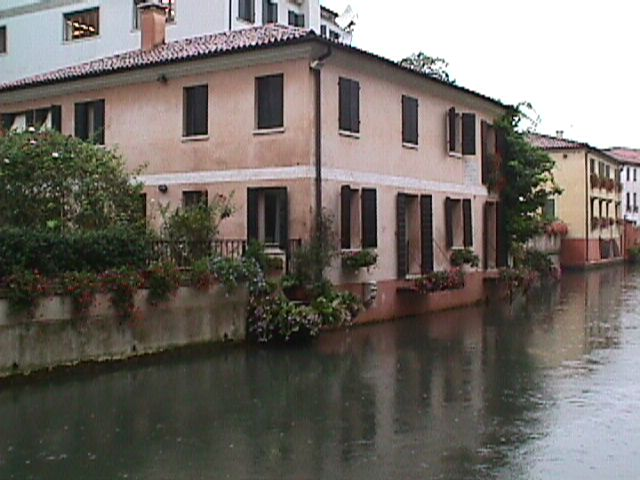
La casa di Comisso
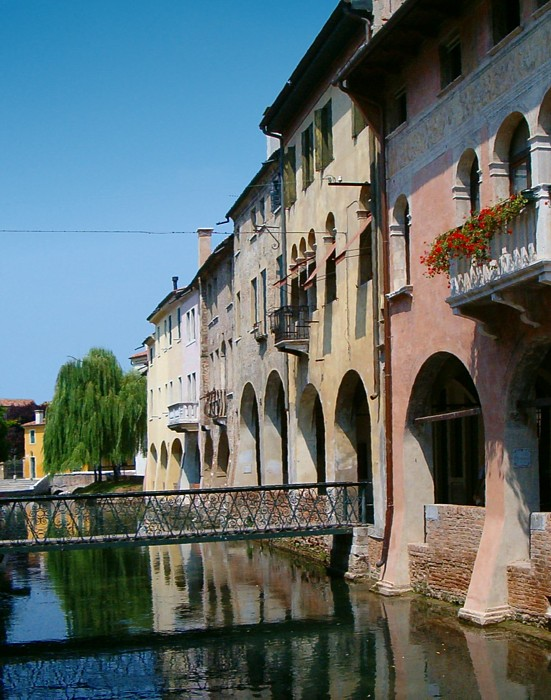
Palazzi lungo il primo tratto del canale
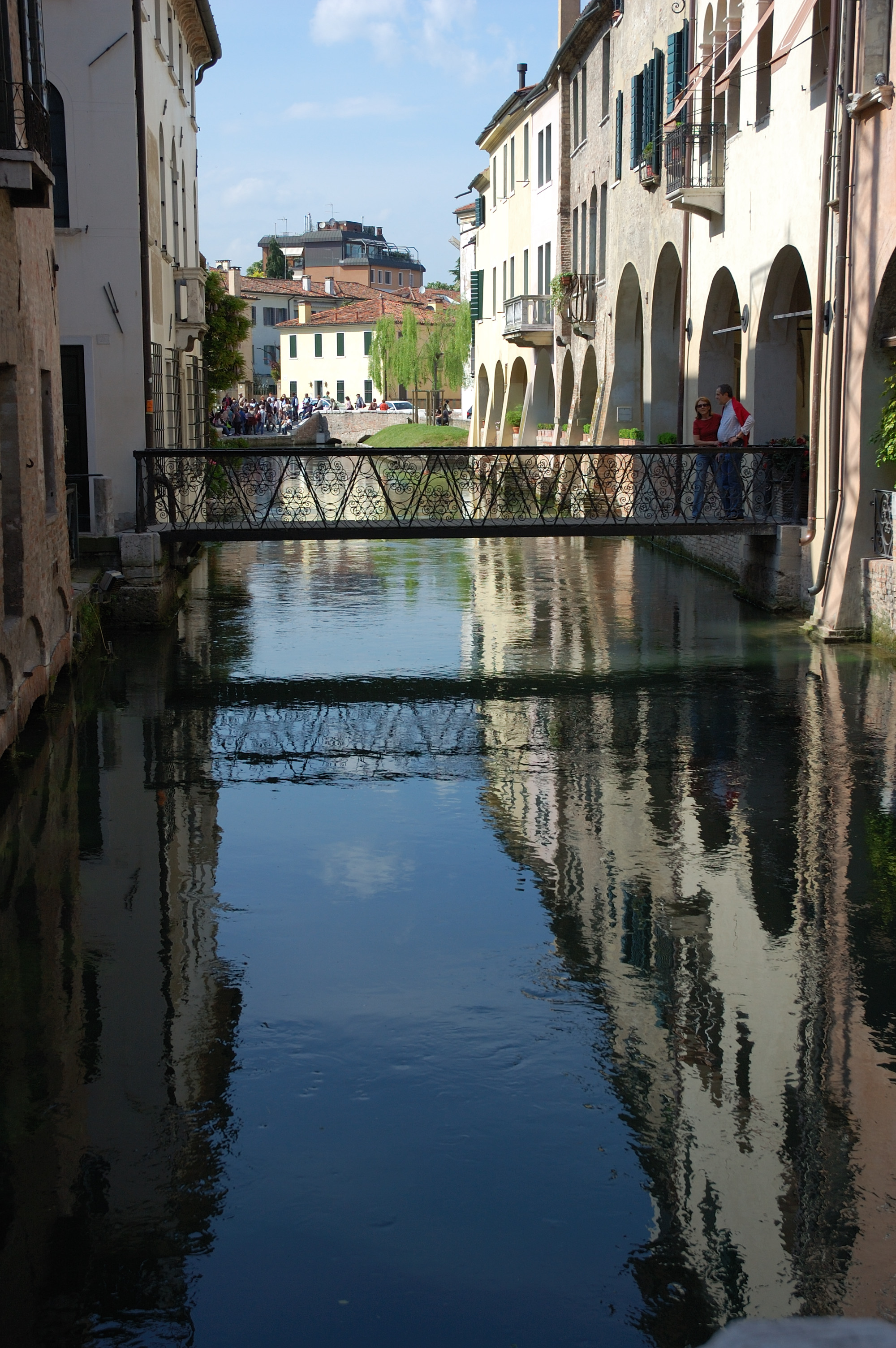
Il canale dei Buranelli visto dal ponte omonimo
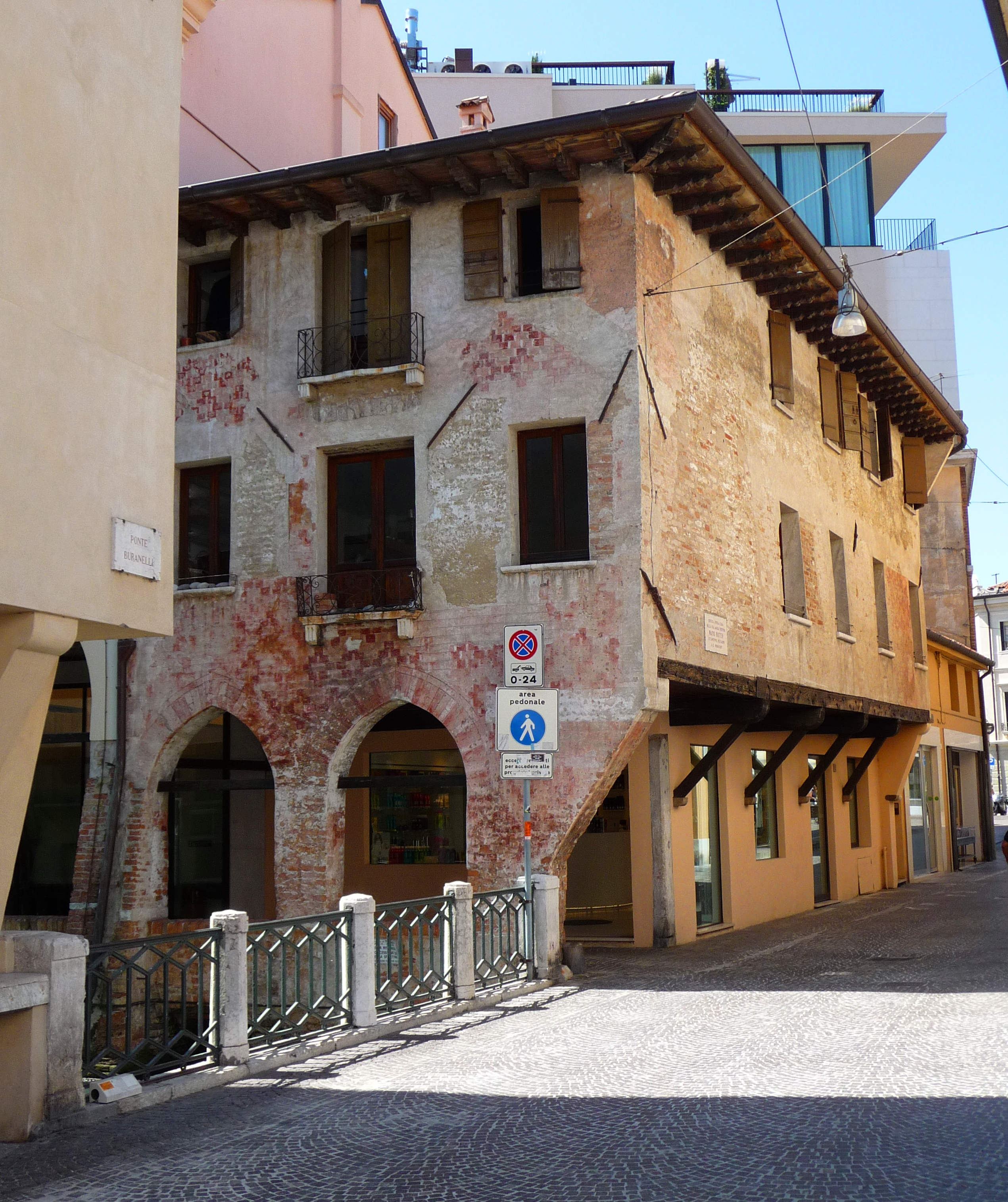
Magazzino dei "buranelli"
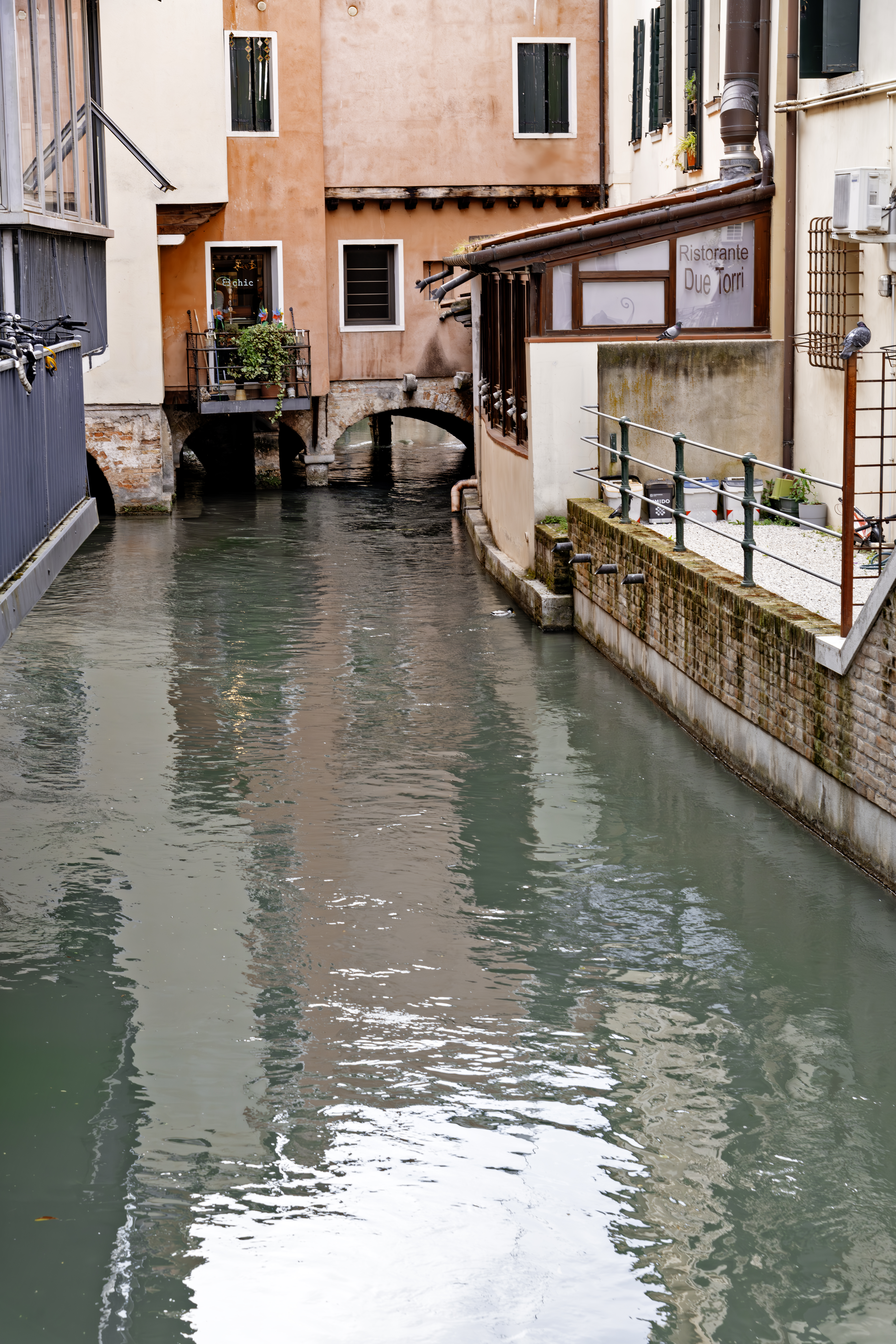
Canale dei Buranelli visto del Ponte Malvasia
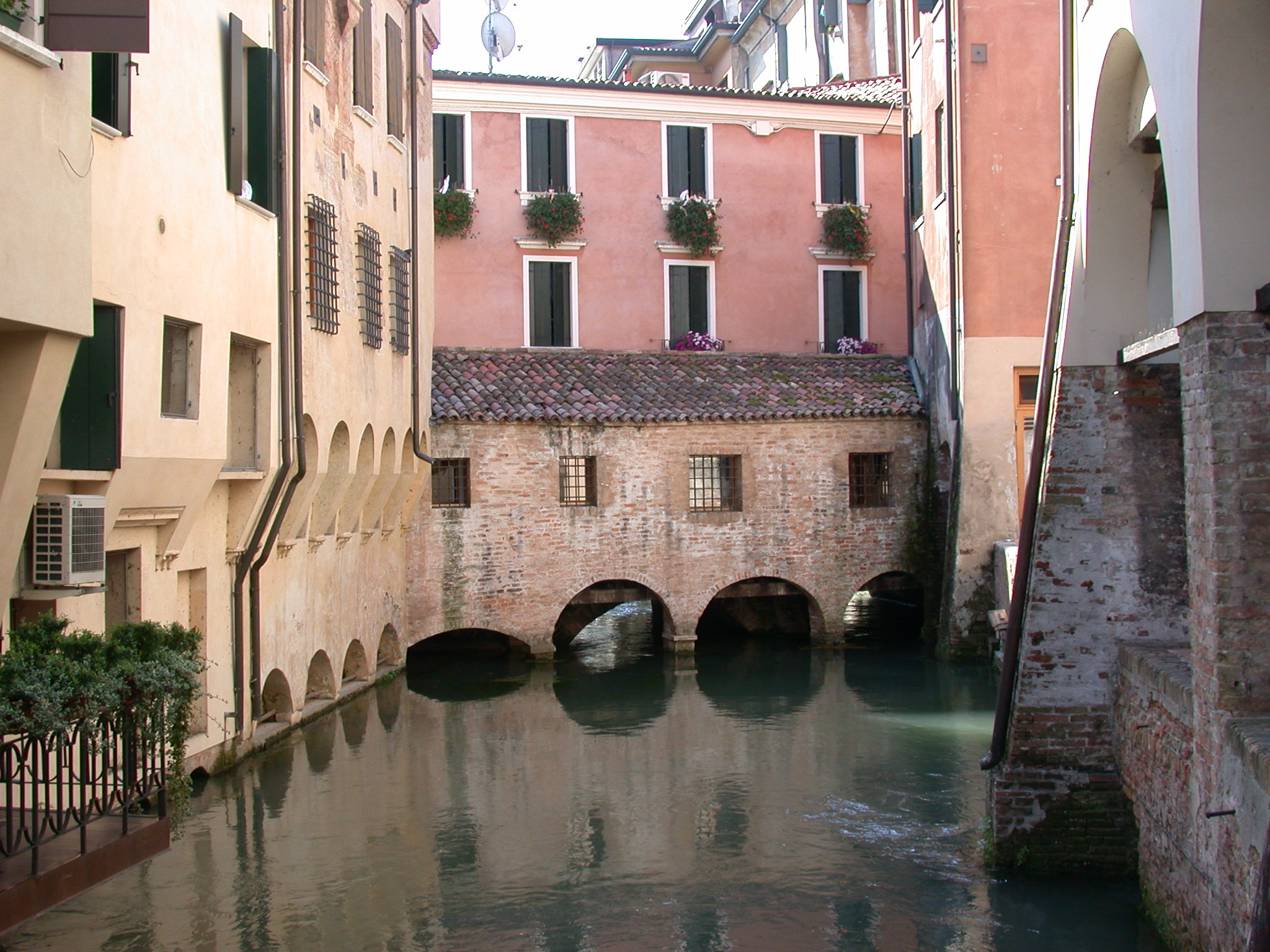
Il canale passa sotto via Palestro